# 10016 Yugan
A 10016 Yugan (ideiglenes jelöléssel 1978 SW7) a Naprendszer kisbolygóövében található aszteroida. Ljudmila Vasziljevna Zsuravljova fedezte fel 1978. szeptember 26-án.